# Турунцы
Турунцы — деревня в Фалёнском районе Кировской области. 

## География
Находится на расстоянии примерно 38 километров по прямой на юг от районного центра поселка Фалёнки.

## История
Известна с 1717 года, когда здесь было учтено 8 жителей, в 1764 проживало уже 86 человек. В 1873 году отмечено дворов 27 и жителей 262, в 1905 36 и 265, в 1926 44 и 220, в 1950 20 и 53. В 1989 году было 24 жителя. До 2020 года входила в Талицкое сельское поселение Фалёнского района, ныне непосредственно в составе Фалёнского района.

## Население
Постоянное население  составляло 25 человек (русские 96%) в 2002 году, 2 в 2010.